# 王如松
王如松（1947年9月12日—2014年11月28日），男，汉族，籍贯湖南衡阳，出生于江苏南京，中国生态学家，中国工程院院士。

## 生平
1947年出生于江苏省南京市。加入中国农工民主党。1970年毕业于安徽师范大学数学系，1978年考入中国科学院研究生院，先后于1981年获数学生态专业硕士学位、于1985年获城市系统生态学专业博士学位。1981年硕士毕业后留中国科学院生态学研究中心工作，历任中国科学院生态学研究中心主任助理，中国科学院生态环境研究中心系统生态重点实验室主任，中国科学院生态环境研究中心系统生态重点实验室学术委员会副主任，中国科学院生态环境研究中心城市与区域生态国家重点实验室学术委员会副主任。2011年当选为中国工程院院士。
2008年，当选第十一届全国人民代表大会广东地区代表。2013年，当选第十二届全国人民代表大会广东地区代表。同时也是第九、十届北京市政协委员。
2014年11月28日，因病医治无效在北京逝世，享壽67岁。

## 主要成就
主要从事复合生态系统生态学、城市生态学、生态工程学、可持续发展理论与生态建设模式研究，是我国城市生态学领域的奠基者、生态文明建设的倡导者，为生态学发展与生态文明建设作出了重要贡献。以第一作者或通讯作者发表学术论文150余篇，论著12本，获国家科技进步二等奖2次、省部级一等奖3次、二等奖2次、三等奖3次，及全国优秀科技工作者等荣誉称号十余项。

## 社会兼职
曾任中国生态学学会理事长，国际科联环境问题科学委员会第一副主席，国际人类生态学会副主席。